# Terra Nova (Bahia)
Terra Nova è un comune del Brasile nello Stato di Bahia, parte della mesoregione Metropolitana de Salvador e della microregione di Catu.